# Jāzeps Mediņš
Jāzeps Mediņš, né le 9 octobre 1877 à Kaunas – mort le 12 juin 1947 à Riga, est un compositeur et chef d'orchestre letton. Ses frères Jānis et Jēkabs étaient également compositeurs.

## Biographie
Jāzeps Mediņš est l'un des compositeurs lettons renommés, notamment pour ses œuvres symphoniques.

## Œuvres
Jāzeps Mediņš compose notamment trois symphonies, ainsi que trois opéras :
- Ziedoņa atmošanās (1913)[3].
- Vaidelote (La Prêtresse 1927)[2].
- Zemdegi (1947, nepabeigta)[5]